# イスタンブール証券取引所
イスタンブ－ル証券取引所（トルコ語: İstanbul Menkul Kıymetler Borsası ; Istanbul Stock Exchange; 略号ISE）は、トルコのイスタンブールにある株式市場である。

## 概要
1985年12月26日に設立された。1995年5月15日には、ヨーロッパ側のイスティニエ地区に完成した取引場に移転した。現在の上場企業数は320社。

## 取引時間
- 前場 9:30～12:30(東ヨーロッパ時間)
- 後場 14:00～17:00(同上)

## 採用している指数
- ISE National-All Shares Index
- ISE National-30
- ISE National-50
- ISE National-100
- ISE 10 Index Banks
- ISE Corporate Governance Index
- ISE Second National Market Index
- ISE New Economy Market Index
- ISE Investment Trusts Index
- ISE indices City
- Greece & Turkey 30 Index (GT-30)

ISE National-100 とISE National-50 と ISE National-30は共有しており、国内市場ではこれらの指数が特に重要と考えられている。GT-30はアテネ証券取引所およびSTOXXと共同で、ギリシャとトルコのそれぞれ15の優良銘柄で構成されている指数である。